# Kaalheid

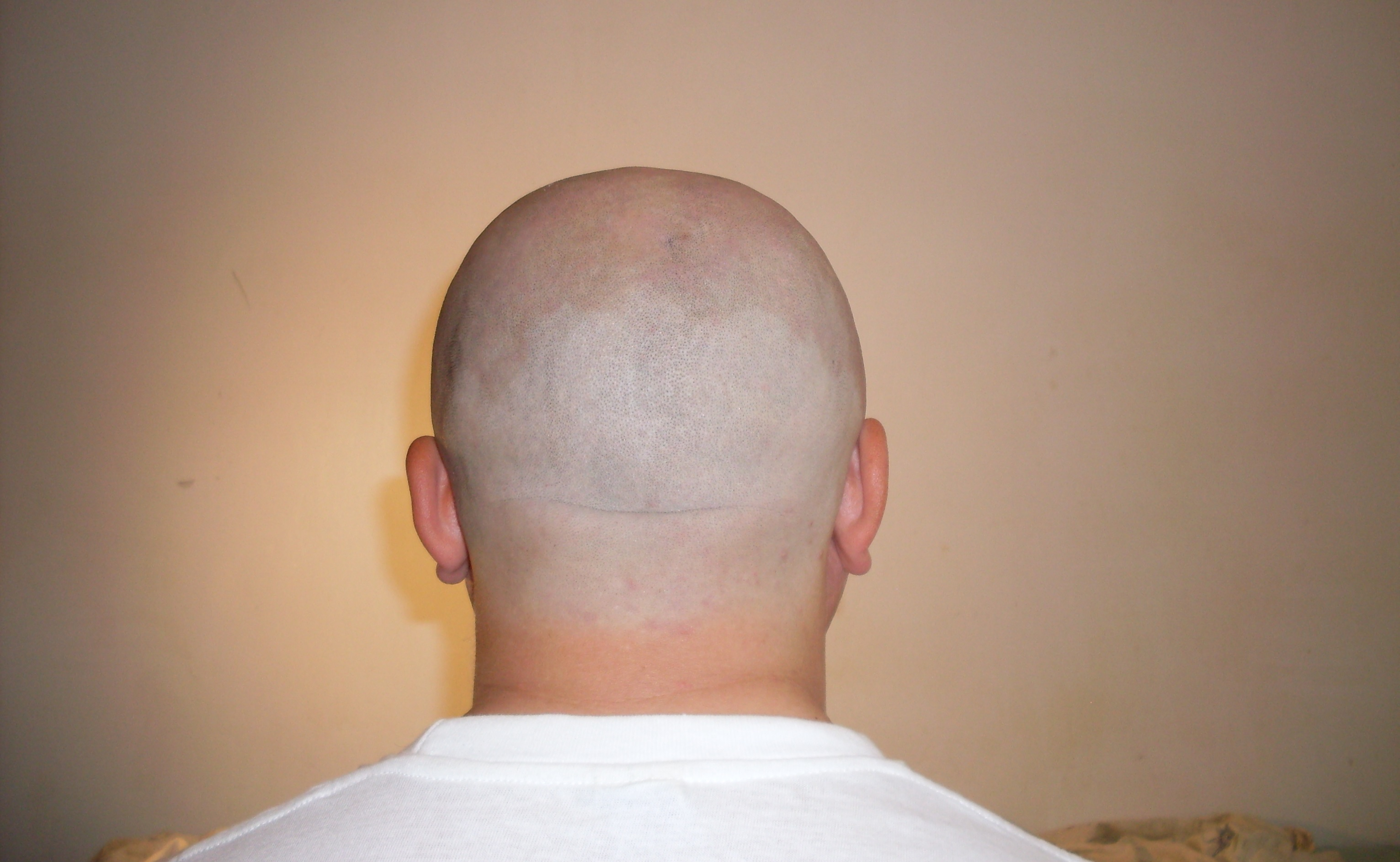
Een kaal hoofd

Kaalheid is het ontbreken van enige huidbedekking, hetzij plaatselijk dan wel over het gehele lichaam. 
Meestal verwijst kaalheid naar een situatie waarin vroeger wel beharing aanwezig was of naar plaatsen waar bij anderen wel haar zit. Kaalheid kan een gevolg zijn van normale biologische processen of van duidelijke ziekten; de scheidslijn is niet altijd duidelijk te trekken. Kaalheid kan echter ook een bewuste of opgelegde keuze zijn. 
Haaruitval kan duiden op een aandoening of het gevolg zijn van (de behandeling van) een andere aandoening (kanker, syfilis). Ook kan iemand bewust (bijv. traction alopecia) of onbewust zijn haren uittrekken of beschadigen. Om uiteenlopende redenen kan kaalheid echter ook een bewuste keuze zijn. Het scheren van de hoofdharen kan bijvoorbeeld uit religieuze, culturele of esthetische overwegingen gedaan worden.